# Mietałurh (przystanek kolejowy w rejonie żłobińskim)
Mietałurh (biał. Металург; ros. Металлург) – przystanek kolejowy w pobliżu miejscowości Kałybauka, w rejonie żłobińskim, w obwodzie homelskim, na Białorusi. Położony jest na linii Homel - Żłobin - Mińsk.